# Sijo
Sijo (Hangul: 시조; Hanja: 時調 (thời điệu)) là một trong những hình thức thi ca Triều Tiên thời Trung thế kỷ. Còn tên gọi khác là Đoản ca hoặc Thời tiết ca. Sijo hình thành vào cuối thế kỷ 14 (cuối nhà Cao Ly), bắt nguồn từ ca dao Cao Ly và hương ca Tân La. Về hình thức, Sijo chia ra làm Bình thời điệu, Liên thời điệu, Dư ất thời điệu và Từ thuyết thời điệu. Bình thời điệu là đoản thi sáu câu ba dòng, chia ra làm Sơ chương, Trung chương và Chung chương. Một chương trên thực tế tương ứng với một dòng. Sơ chương và Trung chương, câu trước do 3, 4 âm tiết, câu sau do 3(4), 4 âm tiết tổ thành. Chung chương, câu trước do 3, 4 âm tiết, câu sau do 4, 3 âm tiết tổ thành. Đây là hình thức chủ yếu của Sijo cuối thế kỷ 14 và thế kỷ 15. Có những khúc điệu cố định thì có thể ngâm vịnh được. Điệu của Sijo chậm và trầm.